# PD-1
PD-1 (акр. від англ. People's Drone — «народний дрон») — український безпілотний авіаційний комплекс, призначений для здійснення повітряної розвідки та контролю над переміщенням супротивника. Розробкою та випуском займається Всеукраїнський центр волонтерів «Народний проєкт» та Ukrspecsystems.

## Історія створення
Безпілотний апарат та наземний пункт керування є частиною проєкту «Перший Народний комплекс БпЛА» спільного виробництва Ukrspecsystems та «Народного проєкту». Розробку першого комплексу оплатили спонсори, а збір коштів на другий комплекс відбувався через «Народний проєкт». В рамках цього проєкту створювався ряд безпілотників, складність виконання яких поступово зростала. Фінансування робіт зі створення апарату здійснювалося за рахунок добровільного перерахування коштів на рахунок волонтерів по проєкту «Перший Народний комплекс БпЛА».
У 2014 році БпЛА PD-1 пройшов фазу тестової експлуатації та через деякий час був відправлений у зону бойових дій.
У 2018 році безпілотник був представлений на військовому параді до Дня незалежності.

## Опис комплексу
БпАК включає в себе літак з ДВЗ, гіростабілізовану платформу з якісною камерою та тепловізором, автомобіль для пересування по місцевості та переносну станцію керування літаком.
Автомобіль повністю підготовлений для безпечного перевезення літака та особового складу. Операторам для комфортного управління у машині встановлено складний стіл для наземної станції керування та для аналізу польотів.

## Опис апарату

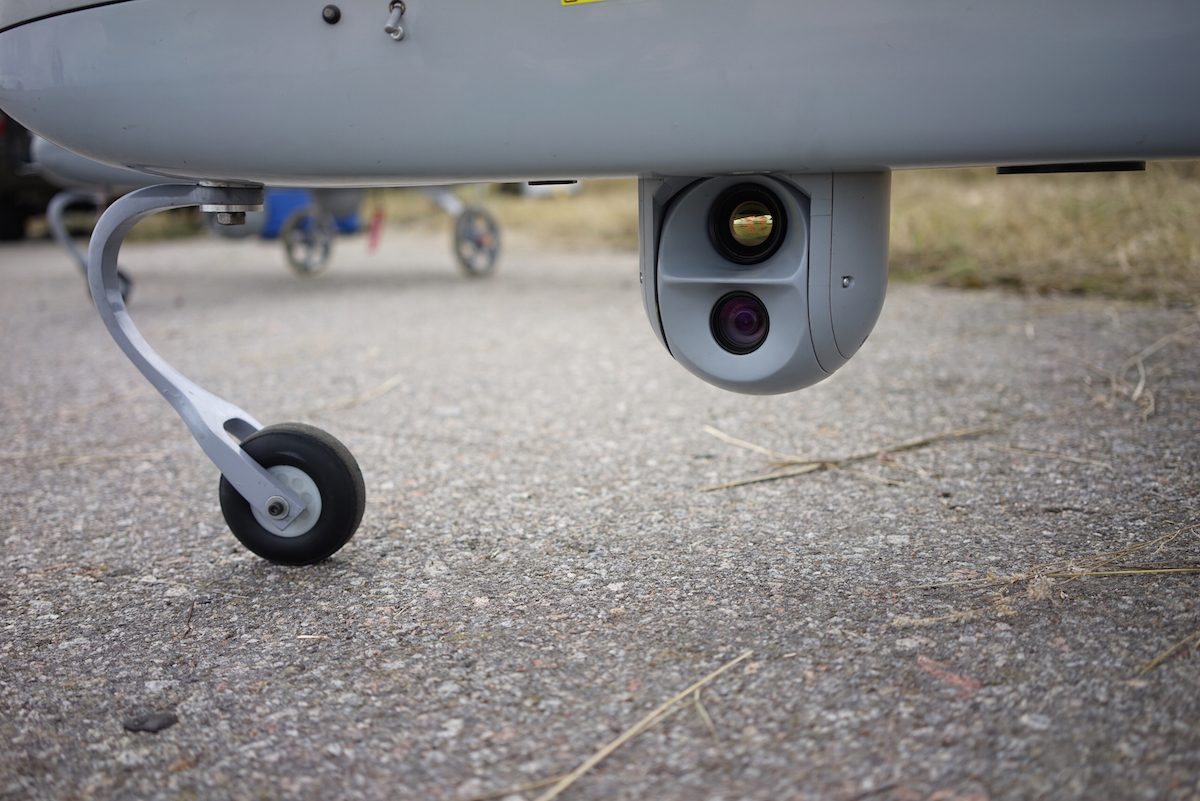
Мультисенсорний гіростабілізований підвіс People's Drone PD-1 з денною камерю і тепловізором

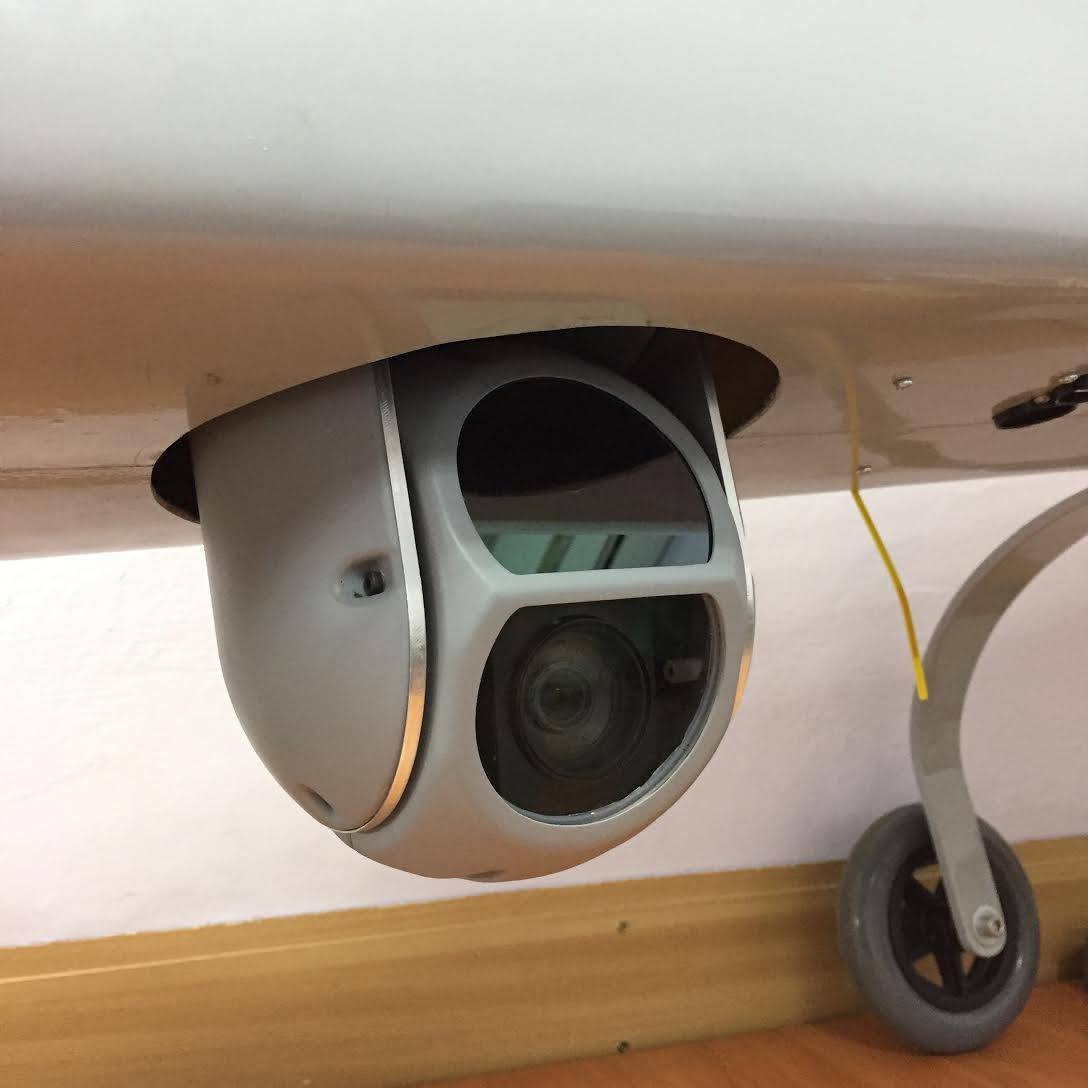
Гіростабілізована платформа USG-212 з новим дизайном корпуса, кращим тепловізійним ядром та багатьма іншими доробками.

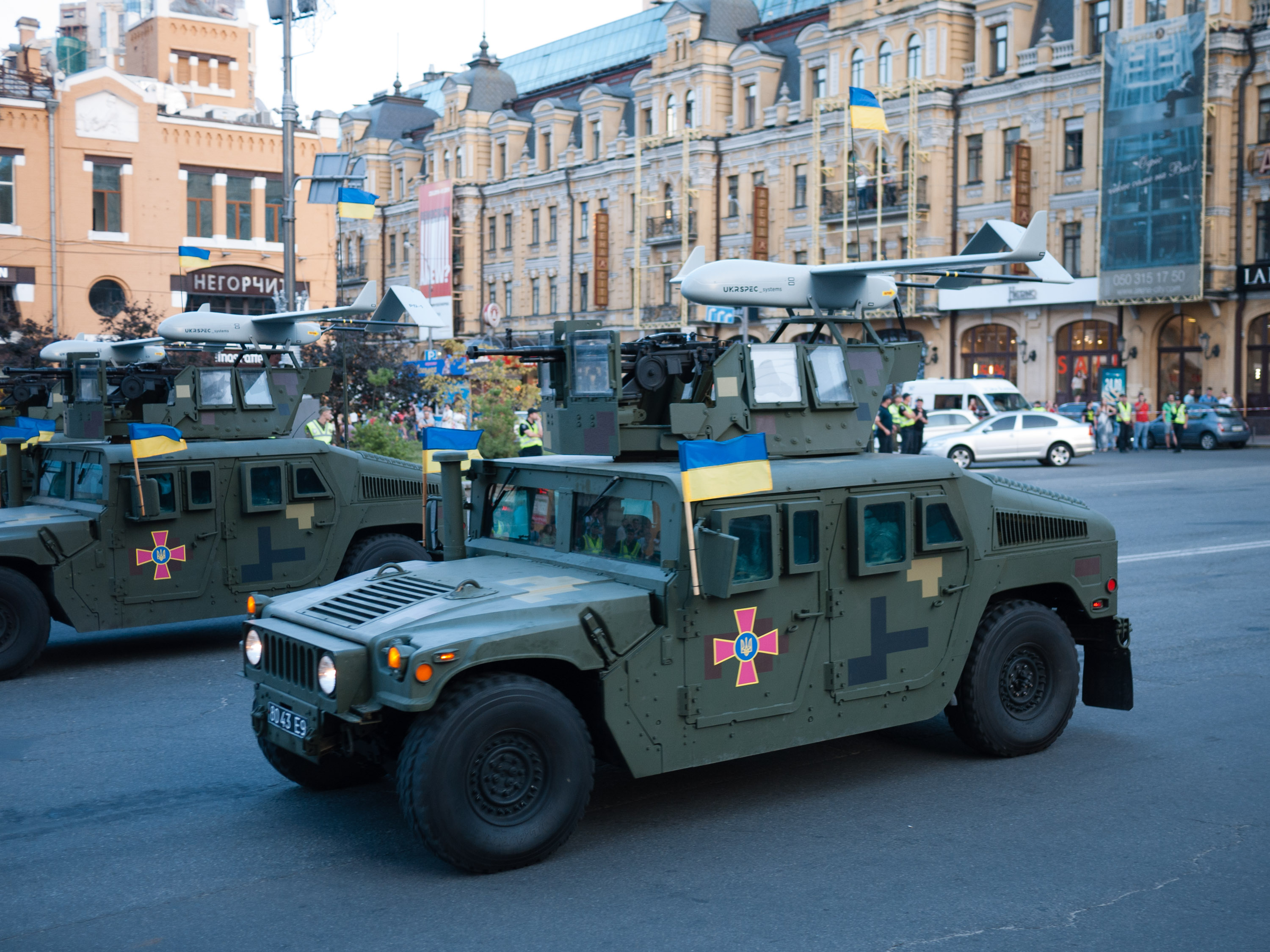
PD-1 та HMMWV, 2018 р.

На БпЛА встановлена гіростабілізована платформа зі звичайною і термальною камерами. Завдяки сенсорам положення у просторі й електричним моторам платформа компенсує вібрації та різкі маневри літака, тим самим забезпечуючи стабільність та плавність руху двох камер. Це, своєю чергою, дозволяє знімати високоякісне відео, як вдень, так і вночі, з використанням термальної камери.
Як автопілот використовується система з відкритим кодом Arduplane (Pixhawk Cube Black) з власними доробками програми MissionPlanner[джерело?].
БпЛА здатний виконувати завдання в умовах роботи ворожих систем радіоелектронної боротьби.
Був розроблений цілий комплекс технічних рішень, завдяки яким PD-1 може продовжувати виконання місії в автоматичному режимі або повернутися до точки старту при виявленні зовнішніх втручань у систему зв'язку або навігації. Для цього використовується система інерціальної навігації, яка за допомогою внутрішніх датчиків положення у просторі (акселерометр, гіроскоп, компас та ін.) відстежує напрям руху літака та його поточне знаходження відносно позиції старту.

## Функції та можливості
- Функція автоматичного польоту за заданим маршрутом;
- Функція автоматичного повернення у випадку відмови сигналу GPS або радіоперешкод;
- Система інерціальної навігації;
- Система супутникової навігації;
- Функція автоматичного зльоту та посадки;
- Шифровані цифрові канали передачі даних телеметрії та відео.

## Літно-технічні характеристики
Характеристики:
- Розмах крила: 3 м
- Маса
  - порожнього: 16 кг
  - з повним навантаженням: 33 кг
- Маса корисного навантаження: 8 кг
- Тип двигуна: ДВЗ
- Максимальна швидкість: 140 км/год
- Крейсерська швидкість: 90 км/год
- Дальність зв'язку телеметрії: до 85 км
- Дальність передачі Full HD відео в режимі реального часу: 50 км
- Тривалість польоту: понад 5 годин
- Практична стеля: 2000 м